# Deimos (Mythologie)
Deimos (altgriechisch Δεῖμος Deímos, deutsch ‚Schrecken‘, lateinisch Terror, auch Metus und Formido) ist ein Daimon der griechischen Mythologie.
Deimos tritt in der Regel zusammen mit Phobos, ‚Furcht‘, auf. Bereits in Homers Ilias verbreiten beide als Gefolge des Ares Furcht und Schrecken unter den Kämpfern vor Troja. Zusammen mit Phobos dient er dem Ares, dem sie die Pferde vor den Kampfwagen spannen. Da Homer Phobos zum Sohn des Ares macht, ist zu vermuten, dass für Homer auch Deimos Sohn des Ares war. Für Hesiod sind sie gemeinsam Söhne des Ares und der Aphrodite, die er Kythereia nennt. In den Dionysiaka des Nonnos von Panopolis sind beides Söhne des Enyalios, einer auch als eigenständige Gottheit verehrten Epiklesis des Ares. Sie treten hier nicht nur als Wagendiener und Begleiter des Ares im Kampf gegen Dionysos auf, sondern auch als Gehilfen des Zeus, der sie in seinem zweiten Kampf gegen Typhon antreten lässt, wobei er Phobos mit dem Blitzbündel, Deimos mit dem Donnerkeil ausstattet. Die Suda, ein vermutlich im 10. Jahrhundert entstandenes byzantinisches Lexikon, nennt Deimos und Phobos zusammen mit Kydoimos, dem Daimon des Nahkampfes, Söhne des Polemos, das heißt des Krieges, und Begleiter des Ares. Laut Suda erlitten sie das gleiche Schicksal wie Ares, der Hephaistos mit Gewalt in den Olymp zurückholen wollte, damit er Hera aus ihrer Fesselung auf dem Thron befreie. Unbeeindruckt jagte Hephaistos den Kriegsgott mit Feuerbränden davon. Laut Semos von Delos war Deimos der Vater der Skylla, die er mit der Krataiis, einer der Hekate verwandten, urgewaltigen dämonischen Macht, zeugte.
Der um 400 v. Chr. wirkende Dichter Antimachos von Kolophon zählte Deimos wie auch Phobos zu den vier feuerschnaubenden Pferden des Ares, wohl als Folge einer Fehlinterpretation der Wagenszene bei Homer. Auch in der Argonautika des Valerius Flaccus sind Terror und Pavor, die römischen Übersetzungen von Deimos und Phobos, die Pferde des römischen Kriegsgottes Mars (Martis equi).
In der Ilias war Deimos zusammen mit Phobos auf dem Schild des Agamemnon dargestellt und auch der Schild des Herakles zeigte beide neben Ares auf dem Wagen stehend. Bei Quintus von Smyrna schließlich schmücken sie neben Enyo (‚Nahkampf‘) und Eris (‚Streit‘) den Schild des Achilleus. Sicher als Deimos zu identifizierende Darstellungen sind im Gegensatz zu solchen des Phobos aus der antiken Kunst nicht bekannt.
Nach den Begleitern des Ares, dem in der römischen Mythologie der Gott Mars entspricht, erhielten die Monde des Planeten Mars die Namen Deimos und Phobos.